# 想い出に話しかけてみた
「想い出に話しかけてみた」（おもいでにはなしかけてみた）は、財津和夫の配信限定シングル。

## 音楽性
表題曲の「想い出に話しかけてみた」は、NHK『みんなのうた60』プロジェクトの締めくくりの新曲として書き下ろされ「想い出を擬人化した歌を作ってみました」と財津和夫は語っており、「想い出には苦いものもあります。長い月日を経て、やっとすべての想い出を受け入れ、友のように連れ添っていける、そんな主人公の心境を歌にしてみました」とコメントしている。
カップリング曲の「人生はひとつ でも一度じゃない」は、一時は引退を考えていたが「自分で自分を励ませる歌を作りたい」と2020年に発表した。制作過程はNHK『ザ・ヒューマン』で2021年2月7日に放送されている。

## リリース
2022年3月2日にユニバーサルミュージックのEXPRESSレーベルから、デジタル・ダウンロードとしてリリースされ、1985年以来、37年ぶりに古巣であるEXPRESSレーベルに復帰した。

## 収録曲
| 全作詞・作曲: 財津和夫、全編曲: 財津和典。 |                                   |          |            |      |
| #                                          | タイトル                          | 作詞     | 作曲・編曲 | 時間 |
| 1.                                         | 「想い出に話しかけてみた」        | 財津和夫 | 財津和夫   | 2:23 |
| 2.                                         | 「人生はひとつ でも一度じゃない」 | 財津和夫 | 財津和夫   | 3:32 |
| 合計時間:                                  | 合計時間:                         | 5:55     |            |      |

## リリース日一覧
| 地域 | リリース日   | レーベル                           | 形態                   | 配信サイト   | 外部リンク                       |
| ---- | ------------ | ---------------------------------- | ---------------------- | ------------ | -------------------------------- |
| 日本 | 2022年3月2日 | ユニバーサルミュージック / EXPRESS | デジタル・ダウンロード | iTunes Store | 想い出に話しかけてみた - Single  |
| 日本 | 2022年3月2日 | ユニバーサルミュージック / EXPRESS | デジタル・ダウンロード | mora         | 想い出に話しかけてみた／財津和夫 |
| 日本 | 2022年3月2日 | ユニバーサルミュージック / EXPRESS | デジタル・ダウンロード | レコチョク   | 想い出に話しかけてみた           |
| 日本 | 2022年3月2日 | ユニバーサルミュージック / EXPRESS | サブスクリプション     | Apple Music  |                                  |
| 日本 | 2022年3月2日 | ユニバーサルミュージック / EXPRESS | サブスクリプション     | AWA          | 想い出に話しかけてみた           |
| 日本 | 2022年3月2日 | ユニバーサルミュージック / EXPRESS | サブスクリプション     | KKBOX        | 想い出に話しかけてみた           |
| 日本 | 2022年3月2日 | ユニバーサルミュージック / EXPRESS | サブスクリプション     | Spotify      | 想い出に話しかけてみた           |

## タイアップ
| # | 曲名                       | タイアップ                              | 出典  |
| - | -------------------------- | --------------------------------------- | ----- |
| 1 | 「想い出に話しかけてみた」 | NHK『みんなのうた』2022年2月・3月放送曲 | [ 4 ] |